# Альба, Эдуард Александрович
Эдуард Александрович Альба (1920 —- 2004) — директор совхоза «Сауэ» Харьюского района Эстонской ССР. Герой Социалистического Труда (1971).

## Биография
С 1954 года — директор свиноводческого совхоза «Сауэ» (с 1965 года — опорно-показательный овощеводческий совхоз «Сауэ», с 1980 года — опорно-показательный овощеводческий совхоз имени В. И. Ленина, эст. V.I.Lenini nim. Köögiviljakasvatuse Näidissovhoos) Главного управления плодоовощеводства Эстонской ССР.
Вывел совхоз в число передовых сельскохозяйственных предприятий Эстонской ССР. Совхоз имел статус племенной фермы, в которой занимались селекцией эстонcкой чёрно-пёстрой породы крупного рогатого скота и свиней эстонской беконной породы. В совхозе находился сортоиспытательный участок овощных культур и картофеля. Под руководством Эдуарда Альбы развивалась социальная и культурная структура совхоза. В 1967 году на Всесоюзном смотре центральная усадьба совхоза была признана одним из благоустроенных сельских посёлков.
8 апреля 1971 года неопубликованным Указом Президиума Верховного Совета СССР удостоен звания Героя Социалистического Труда «за выдающиеся успехи, достигнутые в развитии сельскохозяйственного производства и выполнении пятилетнего плана продажи государству продуктов земледелия и животноводства» с вручением ордена Ленина и золотой медали Серп и Молот.